# Michiko Takahashi
Michiko Takahashi (高橋美智子?, Takahashi Michiko; Tokyo, 7 luglio 1964) è un'ex cestista giapponese.

## Carriera
Con il Giappone ha disputato i Campionati del mondo del 1983.